# Luis Nițu
Luis Nițu (Craiova, 30 maggio 2001) è un calciatore rumeno, attaccante del Chindia Târgoviște.

## Caratteristiche tecniche
È un'ala destra.

## Carriera
Cresciuto nel settore giovanile dell'U Craiova, debutta in prima squadra il 15 settembre 2019 in occasione dell'incontro di Liga I perso 1-0 contro il FCSB; realizza la sua prima rete cinque giorni più tardi, nel match vinto 3-2 contro il Gaz Metan Mediaș. Il 20 agosto 2020 viene ceduto a titolo definitivo al Gaz Metan Mediaș.

## Statistiche
Statistiche aggiornate al 27 febbraio 2021.

### Presenze e reti nei club
| Stagione        | Squadra          | Campionato      | Campionato | Campionato | Coppe nazionali | Coppe nazionali | Coppe nazionali | Coppe continentali | Coppe continentali | Coppe continentali | Altre coppe | Altre coppe | Altre coppe | Totale | Totale | Totale |
| Stagione        | Squadra          | Comp            | Pres       | Reti       | Comp            | Pres            | Reti            | Comp               | Pres               | Reti               | Comp        | Pres        | Reti        | Pres   | Reti   |        |
| --------------- | ---------------- | --------------- | ---------- | ---------- | --------------- | --------------- | --------------- | ------------------ | ------------------ | ------------------ | ----------- | ----------- | ----------- | ------ | ------ | ------ |
| 2019-2020       | U Craiova        | L1              | 11         | 3          | CR              | 2               | 1               |                    | -                  | -                  |             | -           | -           | 13     | 4      |        |
| 2020-2021       | Gaz Metan Mediaș | L1              | 14         | 1          | CR              | 2               | 0               |                    | -                  | -                  |             | -           | -           | 16     | 1      |        |
| Totale carriera | Totale carriera  | Totale carriera | 25         | 4          |                 | 4               | 1               |                    | -                  | -                  |             | -           | -           | 29     | 5      |        |